# Alexandre de Afrodísias

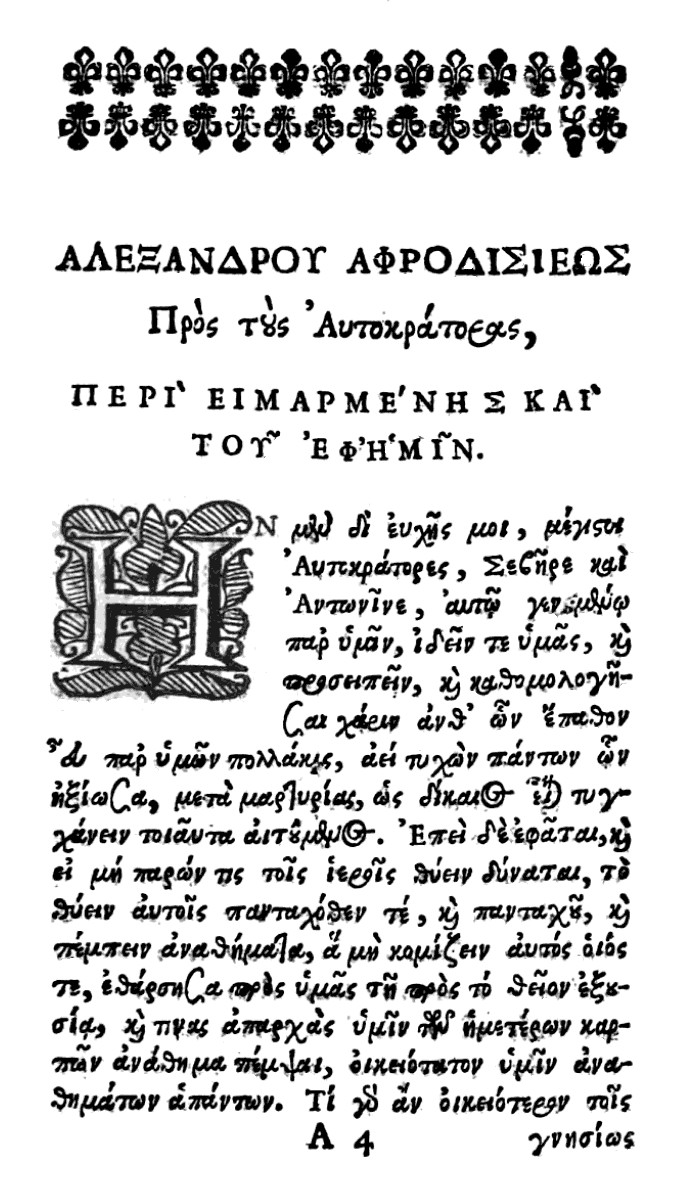
Parágrafo de abertura do tratado Sobre o Destino (Autokratoras Prós tous) por Alexander de Aphrodisias. De uma edição anónima publicada em 1658

Alexandre de Afrodísias  (ou Afrodísia) (em grego:  Ἀλέξανδρος ὁ Ἀφροδισιεύς, fl. 198–209 d.C. Nome completo: Titus Aurelius Alexandre) foi um filósofo peripatético e um dos mais influentes comentadores do filósofo Aristóteles; daí também poder ser referido pelo título de “o Comentador” (ὁ ἐξηγητής) ou “o segundo Aristóteles”. Além de comentar minunciosamente várias obras de Aristóteles, escreveu tratados inspirados na filosofia aristotélica.

## Vida
Nativo de Afrodísia em Cária, filho de um filósofo de mesmo nome, Alexandre teve como mestres Sosigenes, Hermino e possivelmente Aristóteles de Mitilene. Nasceu em meados do séc. II d.C., dado que foi nomeado professor público de filosofia aristotélica em Atenas pelos imperadores Septímio Severo e Caracalla em algum momento entre 198 e 209 d.C. Não teve discípulos renomados e não se sabe exatamente quando faleceu.

## Obra

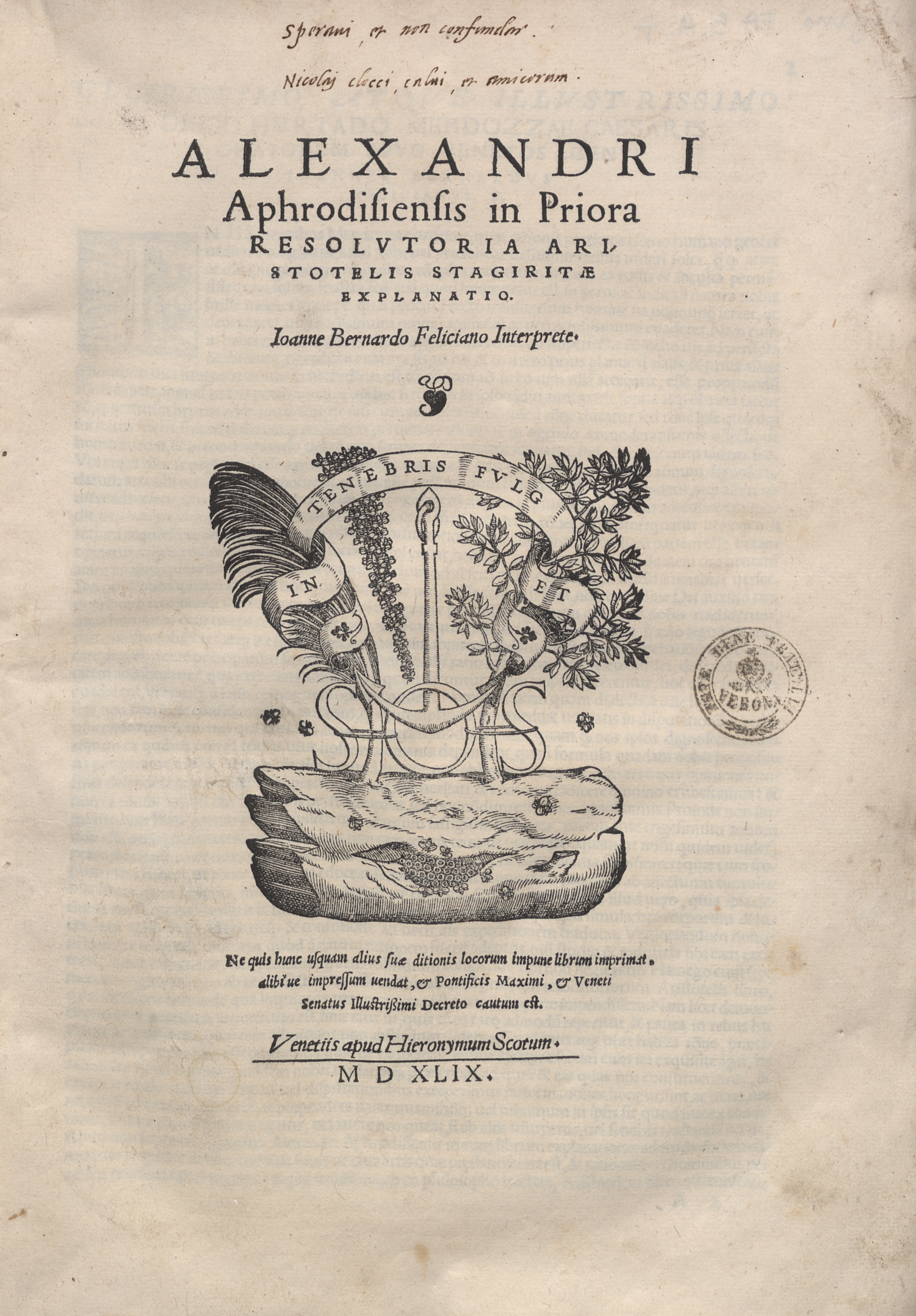
Commentaria in Analytica priora Aristotelis, 1549

Hoje é comum dividir a obra de Alexandre de Afrodísia em Comentários e Tratados autorais (ou originais ou pessoais). Os comentários, como o próprio nome indica, são estudos detalhados de cada linha de algum tratado aristotélico, antecedidos por um proêmio. Por outro lado, não se baseando em apenas uma obra de Aristóteles, os tratados ditos autorais são ensaios acerca de um tema específico como p.ex. acerca do destino.

### Comentários a obras de Aristóteles
A seguir, uma lista dos comentários de Alexandre de Afrodísia de que se tem notícia. É digno de nota que não há qualquer indício de comentários às Éticas, Política, Retórica e Poética.
- Comentários às Categorias

Perdido talvez. Fragmentos em Simplício, Dexipo e David(Elias).
- Comentários ao De Interpretação

Perdido. Fragmentos em Amônio.
- Comentários aos Analíticos Anteriores

O ao livro I conservou-se e foi editado. O livro II foi perdido, mas sua existência é atestada por Filopono.
No início do proêmio, Alexandre defende a tese de que a lógica é instrumento (órganon) da filosofia e não parte.
- Comentários aos Analíticos Posteriores

Perdido. Fragmentos em Temístio, Filopono e Eustrato.
- Comentários aos Tópicos

Conservado e editado.
- Comentários às Refutações Sofísticas

Perdido. Existência atestada pela tradição árabe.
Nota: sabe-se que os Comentários às Refutações Sofísticas editados sob o nome de Alexandre para a série CAG são espúrios.
- Comentários à Física

Fragmentos em Simplício e Filopono.
- Comentários aos Meteorológicos

Conservado e editado.
- Comentários ao Do sentido e sensível

Conservado e editado.
- Comentários ao Do Ceu

Fragmentos em Simplício e Filopono
- Comentários ao Da Geração e Corrupção

Fragmentos em Filopono.
- Comentários ao Da Alma

Fragmentos ou testemunhos em Simplício, Temístio, Filopono e Pseudo-Filopono.
- Comentários à Metafísica

Conservados os comentários ao livro I a V.
Os livros VI a XIV publicados para a série CAG sob o nome de Alexandre são espúrios.

## Edições modernas e Traduções

### Edições críticas
- Alexandri Aphrodisiensis in Aristotelis metaphysica commentaria. Editado por Michael Hayduck. Berlin: Reimer, 1891.
- Alexandri in Aristotelis analyticorum priorum librum I commentarium. Editado por Max Wallies. Berlin: Reimer, 1883.
- Alexandri Aphrodisiensis in Aristotelis topicorum libros octo commentaria. Editado por Max Wallies. Berlin: Reimer, 1891. (Digitalizado por Gallica)
- Alexandri in Aristotelis meteorologicorum libros commentaria. Editado por Michael Hayduck. Berlin: Reimer, 1899.
- Alexandri in librum de sensu commentarium. Editado por Paul Wendland. Berlin: Reimer, 1901.
- Alexandri Aphrodisiensis praeter commentaria scripta minora: De anima liber cum mantissa. Editado por Ivo Bruns. Berlin: Reimer, 1887. (Digitalizado por Gallica; http://books.google.com.br/books?id=gj_WAAAAMAAJ&pg=PA1&f=false)
- Alexandri Aphrodisiensis praeter commentaria scripta minora: Quaestiones, De fato, De mixtione. Editado por Ivo Bruns. Berlin: Reimer, 1892. (Digitalizado por Gallica)
- Alexander of Aphrodisias: On Fate. Editado por R. Sharples. Duckworth, 1983.
- Alexandre d'Aphrodise: Traité de la providence.  Editado por P. Thillet. Lagrasse: Verdier, 2003.

### Traduções inglesas
- DOOLEY, W. E. (Trad.). Alexander of Aphrodisias: On Aristotle Metaphysics 1. Duckworth, 1989. ISBN 0-7156-2243-9
- DOOLEY, W. E.; MADIGAN, A. (Trads.). Alexander of Aphrodisias: On Aristotle Metaphysics 2-3. Duckworth, 1992. ISBN 0-7156-2373-7
- MADIGAN, A. (Trad.). Alexander of Aphrodisias: On Aristotle Metaphysics 4. Duckworth, 1993. ISBN 0-7156-2482-2
- DOOLEY, W. (Trad.). Alexander of Aphrodisias: On Aristotle Metaphysics 5. Duckworth, 1993, ISBN 0-7156-2483-0
- LEWIS, E. (Trad.). Alexander of Aphrodisias: On Aristotle Meteorology 4. Duckworth, 1996. ISBN 0-7156-2684-1
- BARNES, J.; BOBZIEN, S.; FLANNERY, K.; IERODIAKONOU, K. (Trads.). Alexander of Aphrodisias: On Aristotle Prior Analytics 1.1-7. Duckworth, 1991. ISBN 0-7156-2347-8
- MUELLER, I.; GOULD, J. (Trads.). Alexander of Aphrodisias: On Aristotle Prior Analytics 1.8-13. Duckworth, 1999, ISBN 0-7156-2855-0
- MUELLER, I.; GOULD, J. (Trads.). Alexander of Aphrodisias: On Aristotle Prior Analytics 1.14-22. Duckworth, 1999. ISBN 0-7156-2876-3
- MUELLER, I. (Trad.). Alexander of Aphrodisias: On Aristotle Prior Analytics 1.23-31. Duckworth, 2006. ISBN 0-7156-3407-0
- MUELLER, I. (Trad.). Alexander of Aphrodisias: On Aristotle Prior Analytics 1.32-46. Duckworth, 2006. ISBN 0-7156-3408-9
- VAN OPHUIJSEN, J. M. (Trad.). Alexander of Aphrodisias: On Aristotle Topics 1. Duckworth, 2000, ISBN 0-7156-2853-4
- GANNAGÉ, E. (Trad.). Alexander of Aphrodisias: On Aristotle On Coming-to-Be and Perishing 2.2-5. Duckworth, 2005. ISBN 0-7156-3303-1
- TOWEY, A. (Trad.). Alexander of Aphrodisias: On Aristotle On Sense Perception. Duckworth, 2000. ISBN 0-7156-2899-2
- CASTON, V. (Trad.). Alexander of Aphrodisias: On Aristotle On the Soul. Duckworth, 2011. ISBN 0-7156-3923-4
- SHARPLES, R. W. (Trad.). Alexander of Aphrodisias: Quaestiones 1.1-2.15. Duckworth, 1992. ISBN 0-7156-2372-9
- SHARPLES, R. W. (Trad.). Alexander of Aphrodisias: Quaestiones 2.16-3.15. Duckworth, 1994. ISBN 0-7156-2615-9
- SHARPLES, R. W. (Trad.). Alexander of Aphrodisias: Supplement to On the Soul. Duckworth, 2004. ISBN 0-7156-3236-1
- GENEQUAND, C. (Trad.). Alexander of Aphrodisias: On the Cosmos. BRILL, 2001. ISBN 90-04-11963-9
- SHARPLES, R. W. (Trad.). Alexander of Aphrodisias: Ethical Problems. Duckworth, 1990. ISBN 0-7156-2241-2
- SHARPLES, R. W. (Trad.). Alexander of Aphrodisias: On Fate. Duckworth, 1983. ISBN 0-7156-1739-7

### Traduções francesas
- THILLET, P. (Trad.). Traité du destin. Les Belles Lettres, 1984.
- THILLET, P. (Trad.). Alexandre d'Aphrodise: Traité de la providence. Lagrasse: Verdier, 2003.
- BERGERON, M.; DUFOUR, R. (Trads.). Alexandre D'Aphrodise. De l’Âme. Textes & Commentaires. Paris: J. Vrin, 2008. ISBN 2-7116-1973-7

### Traduções alemães
- ZIERL, A. (Trad.). Über das Schicksal. Berlin: Akademie Verlag, 1995. ISBN 3-05-002303-1
- GÄTJE, H. (Trad.). Die arabische Übersetzung der Schrift des Alexander von Aphrodisias über die Farbe. Göttingen: Vandenhoeck & Ruprecht, 1967.